# Panique de 1837

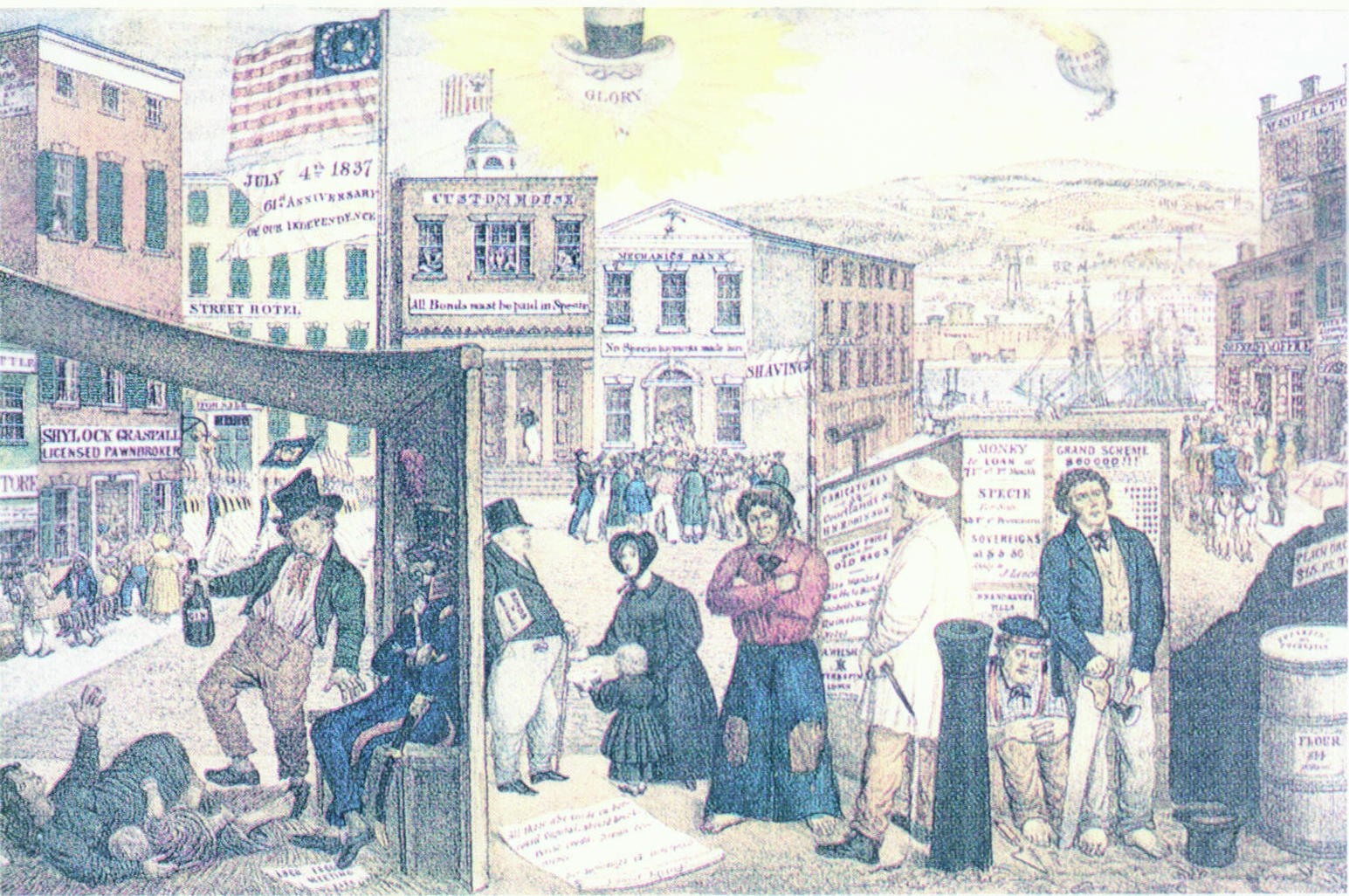
L'affiche de campagne des Whig blâme Van Buren pour cette période désastreuse (1840).

La panique de 1837 est une panique bancaire qui se produit aux États-Unis après une période de fièvre spéculative. La bulle éclate le 10 mai 1837 à New York, lorsque les banques cessent tout paiement en espèce (monnaie or ou argent). La panique est suivie d'une dépression longue de cinq années, accompagnée de faillites bancaires et d'un taux record de chômage.

## Causes
Selon les partisans du président Andrew Jackson, l'introduction par les banques du papier-monnaie créait un risque d'inflation, car trop de billets n'étaient pas couverts par une réserve équivalente en or.
Un décret d'Andrew Jackson, le Specie Circular, décida qu'à partir du 15 août 1836 tout terrain acheté à l’État américain devait être payé en or. Cette décision visait à doper le prix de l'or pour encourager la conquête de l'Ouest, déjà expérimentée à Auraria en Géorgie, dans les années 1832 et 1833, par des loteries promettant aux colons les terres aurifères des Cherokees, chassés par le traité de New Echota. Andrew Jackson prétendit faire d'une pierre deux coups : enrichir l’État et les colons, d'une vraie richesse, fondée sur l'or.
Le Specie Circular créa progressivement une pénurie d'or et incita les spéculateurs à vendre leurs billets de banque contre de l'or, suscitant progressivement une défiance dans le papier-monnaie.
Le président Andrew Jackson refusa au même moment de renouveler la charte de la Second Bank of the United States, ce qui se traduisit par le retrait des fonds gouvernementaux de cette banque, chargée de refinancer tout le système bancaire. Cela fragilisa du coup toutes les autres banques et aggrava la défiance dans le papier-monnaie.
Son successeur, Martin Van Buren, prit ses fonctions en mars 1837, cinq semaines avant la panique. Son refus d'impliquer le gouvernement dans l'économie fut considéré comme ayant contribué à la durée de cette crise.

## Analyse
Lorsqu'on analyse la bulle financière qui précéda la panique de 1837, à l'aide des connaissances actuelles, on constate qu'elle fut surtout créée par des capitaux extérieurs. Suggérer que les banques américaines prêtaient sans retenue aurait impliqué une forte chute des taux de couverture. Cependant au début des années 1830, les taux moyens de couverture des banques restaient relativement stables, même si la masse monétaire en circulation s'était accrue d'environ 200 %. Cette croissance de la masse monétaire provenait en fait d'investisseurs britanniques, qui prêtaient de l'argent aux gouvernements des divers États des États-Unis, pour financer la construction de canaux, comme le canal Érié, par exemple.
La Specie Circular de 1836 imposait aux acheteurs de terrains appartenant à l'État de les payer en or plutôt qu'en billets de banque, bien que l'utilisation de billets soit plus aisée que le transport d'or.
La crise fut déclenchée de l'extérieur, par la Banque Centrale britannique. Celle-ci ne voyait pas d'un très bon œil le flux de capitaux vers les États-Unis, provenant d'investisseurs britanniques. Pour le combattre, elle augmenta son taux d'intérêt sur les dépôts, ce qui rendit plus attractif, pour les investisseurs britanniques, les placements au Royaume-Uni. Le crédit se raréfiant brutalement, et la confiance dans les billets de banque diminuant, l'économie fut vite paralysée.

## Conséquences

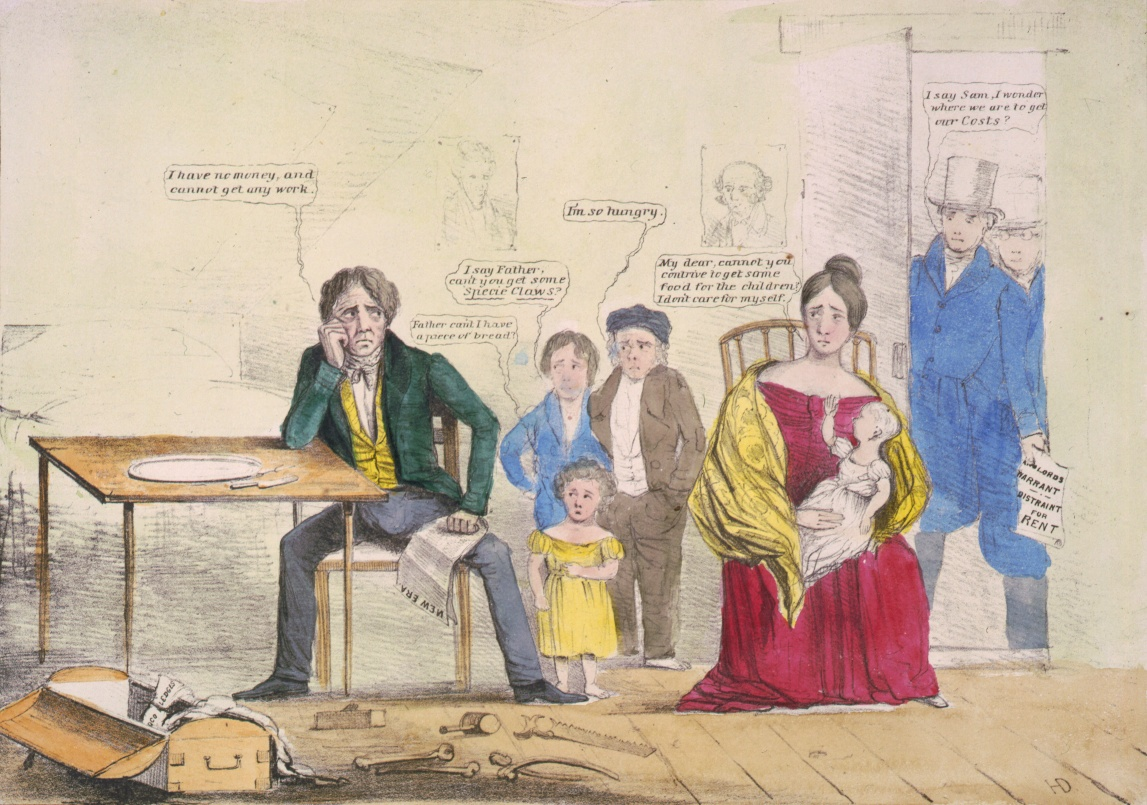
Un dessin de la presse Whig illustrant la réalité du chômage.

Dans les deux mois qui suivirent, le montant total des faillites dans la seule ville de New York atteignit pratiquement 100 millions de dollars de l'époque. « Sur les 850 banques des États-Unis, 343 fermèrent leurs portes, 62 firent partiellement faillite et le système des banques d'État subit un choc dont il ne se remit jamais totalement. »
Quelques grandes banques locales, comme la Suffolk Bank of Boston, agirent comme des banques centrales, prêtant des réserves à d'autres banques, ce qui atténua les effets de la panique de 1837 en Nouvelle-Angleterre. Bien que Van Buren n'ait pas engendré la panique de 1837, il fut durement jugé (et ne fut pas réélu) parce qu'idéologiquement, il répugnait à voir le gouvernement imposer des règles au marché bancaire, une résolution, qui selon de nombreux historiens de l'économie, prolongea les effets de la panique (alors que d'autres considèrent que son approche a évité une interférence potentiellement destructive), qui se firent subir jusqu'en 1843. Van Buren avait même conservé à son poste le Secrétaire du Trésor de Jackson, Levi Woodbury.
L'économiste monétariste Milton Friedman donne l'analyse suivante :

« La panique bancaire de 1837 fut suivie de conditions économiques particulièrement perturbées et d'une longue contraction jusqu'en 1843 qui ne fut interrompue que par une brève amélioration de 1838 à 1839. Cette grande dépression est particulièrement intéressante pour notre propos. Elle est la seule dépression enregistrée comparable de par sa sévérité et son étendue avec la Grande Dépression des années 1930 et ses évènements monétaires concomitants reproduisent largement ceux de la crise ultérieure. Dans ces deux cas, une fraction importante des banques aux États-Unis cessèrent leurs activités soit par suspension, soit par fusion --environ un quart lors de la première et un tiers lors de la dernière contraction-- et la masse monétaire diminua d'environ un tiers. Aucune autre contraction n'approche, même de loin, ce lugubre record. Dans ces deux cas, une politique monétaire gouvernementale erratique ou imprudente jouèrent un rôle important. »

Les faillites ont aussi frappé des financiers et maisons de négoce du sud, comme celle de Samuel Hermann en Louisiane, les cours du coton ayant chuté de près d'un quart, pour passer de 17,5 cents à 13,5 cents la livre dans un premier temps, puis plus globalement de 16 cents à dix cents la livre entre 1836 et 1838 une fois la crise étant installée, avant de remonter à 14 cents en 1839 ce qui oblige les planteurs les moins fortunés à vendre leur exploitation pour tenter leur chance plus à l'ouest, parfois dans la précipitation afin d'échapper aux créanciers. Les journaux de l'État du Mississippi sont plein d'annonces de liquidations de plantation au moment où des planteurs entrent nombreux, et sans autorisation, dans l'État proche du Texas. Pour les cotons de qualité médiocre, les plus touchés, la chute sera la plus dure dans les années d'après, le prix moyen tombant de 14 cents à l'hiver 1839 à 3 cents en 1843 et ne plus remonter au-dessus de dix cents avant 1850.

## Chronologie
- 1836 : les volumes de coton exportés par la Nouvelle-Orléans ont bondi de 75 % en un an pour atteindre 225 000 balles, les terres fertiles du Mississippi, au nord du Natchez District, ayant attiré les planteurs de l'Est des États-Unis[5].
- 27 avril 1836 : discours de Churchill C. Cambreleng (en) devant le congrès américain[6].
- fin avril 1836 : les statistiques de Churchill C. Cambreleng mal interprétées dans un article du Journal of Commerce[6].
- janvier à avril 1836 : Liverpool, capitale mondiale du coton, voit se former 39 sociétés par actions ayant une activité bancaire ou proche entre janvier et avril 1836, pour un capital de plus de 5 millions de livres sterling[7].
- 1er juin 1836 : 60 nouveaux projets de banques en six semaines, le capital levé dépasse 15 millions de sterling pour le seul mois de mai[7].
- juin 1836 : la Banque d'Angleterre relève son taux de base de 4 à 4,5 %[8].
- mi-juin 1836 : The Times de Londres évoque les difficultés des banques américaines[9].
- juin 1836 : la presse de La Nouvelle-Orléans, qui suit de près le marché du coton, dénonce les "spéculations de quelques-uns au détriment de beaucoup"[10].
- juillet 1836 : Specie Circular d'Andrew Jackson.
- Loi postale du 2 juillet 1836 : création d'un service public amélioré, voulu par deux parlementaires proches du président Andrew Jackson, qui dénoncent les financiers urbains spéculant au détriment des cultivateurs[10]. Une livraison deux fois plus rapide est offerte sur 4 axes, jusqu'à Saint-Louis et La Nouvelle-Orléans. Cette dernière est reliée à New York en six jours, quand tout va bien, contre 18 en moyenne auparavant, sur un trajet jugé plus dangereux que la traversée de l'Atlantique[11].
- août 1836 : la Banque d'Angleterre relève son taux de base de 4,5 à 5 %[8], ce qui était jusqu'en 1833 le maximum légal.
- août 1836 : Edmund J. Forstall signe un gros emprunt à Amsterdam pour la Citizen Bank de Louisiane[9].
- 2 septembre 1836 : la Banque d'Angleterre cesse de refinancer les banques, envoie une lettre à sa filiale de Liverpool pour dire que les banques américaines sont concernées[12], la nouvelle n'arrive à la Nouvelle-Orléans que le 15 octobre, six semaines après[9].
- 27 septembre 1836 : la nouvelle est rapportée par New York Herald[9], qui enquête sur les réactions du marché.
- février 1837 : fondation d'un journal axé sur les nouvelles récentes, le "New Orleans Daily Picayune"[13].
- début 1837 : une sécheresse retarde l'acheminement de la récolte, mais dès qu'elle s'achève, les prix plongent, car les entrepôts européens sont pleins[12]. Première faillite bancaire, à la Nouvelle Orléans.
- mai 1837 : Martin Van Buren refuse d'impliquer le gouvernement dans l'économie.
- mai 1837 : éditoriaux très critiques du New York Herald contre Martin Van Buren et les banques.
- 10 mai 1837 : tous les paiements en monnaie métallique de la Second Bank of the United States sont suspendus, alors que les américains sont devenus exportateurs de monnaies métalliques vers l'Angleterre[8].
- juillet 1837 : suspension des "trois W", Wiggins, Wilde et Wilson[14].
- juillet 1837 : les exportations anglaises vers les États-Unis ont été divisées par trois sur l'année, à 4,7 millions de sterling sur l'année contre 12,6 en 1836[14].
- 31 mai 1838 : le congrès américain vote l'abolition de la Specie Circular, on peut à nouveau acheter des terres sans payer en monnaies métalliques[8].